# Gastrana fragilis
Gastrana fragilis ist eine Muschelart aus der Familie der Tellmuscheln (Tellinidae), die auch in der Nordsee vorkommt.

## Merkmale
Das gleichklappige, nicht aufgeblähte Gehäuse wird bis zu 45 Millimeter lang. Es ist im Umriss breit-eiförmig bis leicht gerundet-dreieckig mit einem keilförmig verlängerten Hinterende. Es ist leicht ungleichseitig, die Wirbel befinden sich etwas zum Vorderende hin verschoben. Sie laufen recht spitz zu und sind nahezu senkrecht zur Gehäuselängsachse eingerollt (orthogyr). Hinterer und vorderer Dorsalrand fallen zunächst zum Hinter- bzw. Vorderende ab und bilden einen Winkel von etwa 120°. Während der Vorderrand weit gerundet ist, ist der Hinterrand etwas verlängert und schräg abgestutzt. Das Hinterende ist somit deutlich enger gerundet (als das Vorderende), im Gesamthabitus betrachtet ist das Gehäuse leicht „geschnäbelt“. Der Ventralrand ist weit ausgerundet. Das Gehäuse klafft ein wenig am Vorder- und am Hinterende. Vom Wirbel zieht sich ein schwacher Kiel und ein breiter, schwacher Sinus (mehr zur Gehäusemitte hin) zum hinteren Gehäuserand.
Das auf einer inneren Leiste gelegene, dunkelbraune Ligament erstreckt sich hinter den Wirbeln auf etwa ein Drittel der Länge des hinteren Dorsalrandes. Es ist keine Lunula vorhanden. Die Area ist lanzettförmig, konkav eingesenkt und vom Ligament bedeckt. In den beiden Klappen sind je zwei Kardinalzähne vorhanden, Lateralzähne fehlen. In der linken Klappe ist der vordere Kardinalzahn hakenförmig, gefurcht und zweispitzig, der hintere klein. In der rechten Klappe sind zwei stark nach unten divergierende Kardinalzähne vorhanden. Der Mantel ist tief zungenförmig eingebuchtet. Am Ventralrand verlaufen Mantelrand und ventraler Rand der Mantelbucht für ungefähr ein Drittel der Distanz zusammen. Die Bucht erstreckt sich auf etwa ein Drittel der Gehäuselänge. Es sind zwei im Großen und Ganzen eiförmige oder länglich elliptische Schließmuskeln vorhanden, von denen der vordere etwas größer ist.
Die dünnwandige und zerbrechliche Schale ist weißlich, im Wirbelbereich hellorange. Innen ist die Schale weiß glänzend mit einer orangefarbenen Tönung. Die Ornamentierung besteht aus randparallelen, feinen Rippen und Vertiefungen in etwas unregelmäßigen Abständen sowie aus meist auf die Gehäusemitte beschränkten, nur unter dem Mikroskop sichtbaren radialen, sehr feinen Linien. Der innere Gehäuserand ist glatt. Das beigefarbene Periostracum ist ein dünner Überzug auf der Schale.

Rechte Klappe
Linke Klappe

## Geographische Verbreitung und Lebensraum
Gastrana fragilis ist von Norwegen bis zur Iberischen Halbinsel und Marokko sowie im Mittelmeer, im Schwarzen Meer und den Gewässern um die Kanarischen Inseln heimisch. Nach Nordsieck soll sie auch vor Grönland und im Kaspischen Meer vorkommen.
Sie lebt eingegraben in schlammigen, schlammig-sandigen oder schlammig-kiesigen Böden hauptsächlich im Gezeitenbereich, oft auch in Häfen.

## Taxonomie
Das Taxon wurde bereits 1758 von Carl von Linné begründet. Es ist die Typusart der Gattung Gastrana Schumacher, 1817. Gattungs- und Arttaxon werden von der MolluscaBase als gültige Taxa behandelt.

## Belege

### Online
- Marine Bivalve Shells of the British Isles: Gastrana fragilis (Linnaeus, 1758)